# Ortswappen
Der Begriff Ortswappen wird nicht einheitlich gebraucht. Umgangssprachlich sind damit oft alle Wappen von Städten und Gemeinden gemeint. Otto Hupp zum Beispiel nannte seine Sammlung von kommunalen Wappen im Reich Deutsche Ortswappen. Man kann mit „Ortswappen“ aber auch die Wappen speziell von Orten, die keine eigene territoriale Körperschaft sind, bezeichnen. Es handelt sich dabei meist um Stadtteile, kleinere Ortschaften, Dörfer oder Ansiedlungen, deren Wappenführung oft darauf zurückgeht, dass sie früher als selbstständige Gemeinden ein Wappen führten. Der heraldische Verein Herold (Berlin) führt für diese nicht kommunalrechtlich definierten Wappen ein Verzeichnis – die sogenannte Deutsche Ortswappenrolle.